# دوم داف
دوم داف (بالفرنسية: Dom DufF)‏ هو مغن مؤلف فرنسي، ولد في 20 أغسطس 1960 في Plouescat ‏ في فرنسا.

## وصلات خارجية
- دوم داف على موقع ميوزك برينز (الإنجليزية)
- دوم داف على موقع ديسكوغز (الإنجليزية)
- الموقع الرسمي